# Iller
Die Iller ist ein rechter Nebenfluss der Donau. Ihr lateinischer Name war Hilaria oder auch Hilara. Zur besseren Lesbarkeit wird der Flussname manchmal in Atlanten und auf Straßenschildern Jller geschrieben.
Der 147 Kilometer lange Fluss entsteht aus den Bächen Breitach, Stillach und Trettach am Illerursprung bei Oberstdorf im Landkreis Oberallgäu. Er mündet bei Ulm in die Donau. Gemessen an seinem Einzugsgebiet von 2152 km² ist der Abfluss des Gebirgsflusses groß. Seine Wasserführung von 70,9 m³/s übertrifft die der Donau deutlich, die am Zusammenfluss nur 53 m³/s heranführt und damit hydrologisch als Nebenfluss der Iller gelten könnte; mit dieser Wasserführung liegt die Iller in der Liste der Flüsse Bayerns auf dem siebten Platz und in Baden-Württemberg auf Platz fünf. Vom späten 3. Jahrhundert bis etwa 488 n. Chr. war sie Bestandteil des römischen Verteidigungssystems Donau-Iller-Rhein-Limes. Schon in der Römerzeit befuhr man die Iller ab Kempten, damals Cambodunum, mit Flößen. Den Großteil ihres Laufs bis kurz vor Ulm bildete das Gewässer die kirchenrechtlich bedeutsame Grenze zwischen den Bistümern Konstanz und Augsburg, bis zur Auflösung des Bistums Konstanz 1821.

## Name
Die Iller findet ihre erste urkundliche Erwähnung als Gauname Hilargowe im Jahr 769. 1059 wird sie Ilara genannt. Der Name stammt aus dem keltischen *Elirā für 'die Antreibende'. Alternativ wird er auch über kelt. ilara für ‚eilig‘ hergeleitet. Früher wurde der lateinische Begriff hilaris, der mit ‚heiter, freundlich‘ übersetzt werden kann, zur Deutung herangezogen. In der lateinischen Vita des Heiligen Magnus wurde der Name so gedeutet, dass sie freundlich genannt wird, gerade weil sie als wilder Bergfluss eben gar nicht freundlich ist.

## Verlauf
Der Illerursprung liegt bei Oberstdorf im oberen Allgäu, dort entsteht die Iller durch den Zusammenfluss von Trettach (rechter Oberlauf), Stillach (mittlerer Oberlauf) und Breitach (linker Oberlauf). Die Breitach entsteht im österreichischen Kleinwalsertal, die anderen beiden Quellflüsse entspringen auf bayerischem Gebiet.
Auf ihrem Weg nach Norden durchquert die Iller zunächst das Allgäu und passiert die Städte Sonthofen, Immenstadt und Kempten. In der zweiten Hälfte ihres Laufes fließt sie durch Oberschwaben, wo sie ungefähr die Landesgrenze zwischen Baden-Württemberg und Bayern bildet, ehe sie südwestlich der Ulmer Stadtmitte in die von Westen kommende Donau mündet.

### Nebenflüsse der Iller
Die Zuflüsse der Iller in ihrer Reihenfolge (Süd nach Nord), aufgeteilt in linke und rechte Zuflüsse:
| linke - Weiler Ach - Gunzesrieder Ach - Konstanzer Ach MQ: 2,92 m³/s - Waltenhofener Bach - Rottach (bei Kempten) - Aitrach MQ: 5,38 m³/s | rechte - mehrere Gebirgsbäche: Gaisalpbach, Eybach, Hinanger Bach, Oberlauf Leybach des Fischbachs - Ostrach MQ: 7,95 m³/s - Rottach (bei Rettenberg) - Durach - Leubas - Buxach - Memminger Ach |

Die Weihung war bis zur Verlegung ihres untersten Abschnittes im Jahr 2003 ebenfalls ein linker Nebenfluss der Iller. Nun mündet sie direkt in die Donau.

### Talabschnitte
Die naturräumliche Gliederung des Instituts für Landeskunde unterscheidet im Verlauf der Iller von den Alpen zum Alpenvorland einige naturräumliche Einheiten ganz verschiedenen Typs:
- Mit Illertal[4] (vormals auch Becken und Talböden im Ostteil der Vorarlberg-Allgäuer Alpen[5]; Haupteinheit 901) wird das randalpine, bis Rauhenzell reichende Oberstdorfer Becken (ehemalige Haupteinheit 012)[6] bei Oberstdorf mitsamt den schmaleren Oberlauf-Nebentälern Kleines Walsertal (901.1), Stillachtal (901.2), Trettachtal (901.3), Tal der Gunzesrieder Ach (901.4) und Ostrachtal (901.5) zusammengefasst.
- Es schließt sich ein kurzes (Molasse-)Durchbruchstal an, das das Hügelland von Akams (22.4) vom sich östlich anschließenden Rottachberg (24.0) trennt.
- Die Iller durchfließt fortan das Iller-Jungmoränenland (035):
  - Bis etwa Rottach verläuft der Fluss in südöstlicher Randlage durch die Senke von Niedersonthofen (35.04).
  - Es folgt ein Durchbruch durch Randmoränen an der Nahtstelle der sich nach Norden ziehenden Drumlinhügelland von Kempten-Waltenhofen (35.03) und der Platte von Moosbach (35.13).
  - Bei Martinszell beginnend das schmale Kempter Illertal (035.05) mit der Stadt Kempten (Allgäu).[5] Im sogenannten Illerdurchbruch in Kempten befindet sich auch die Georgsinsel.
- Um den Unterlauf des Flusses ab Krugzell liegt das sich in Terrassen öffnende Untere Illertal (044) mit Memmingen als zentralem Ort, das sich kurz vor der Mündung bei Neu-Ulm wieder verschmälert.[5][7]

### Energienutzung
Der Fluss wird stark zur Erzeugung elektrischer Energie genutzt. Drei der vier großen deutschen Energieversorgungsunternehmen betreiben insgesamt dreizehn Laufwasserkraftwerke an Staustufen und Seitenkanälen der Iller. Am Oberlauf betreibt die Bayerische Elektrizitätswerke GmbH (eine Tochter der Lechwerke AG (LEW), die wiederum zu etwa 90 % der RWE Energy gehört) zwischen Altusried und Lautrach fünf Kraftwerke mit einer Maximalleistung von 31 MW. Das Allgäuer Überlandwerk betreibt vier Laufwasserkraftwerke in Kempten. Flussabwärts folgen die fünf Illerkraftwerke der EnBW Energie Baden-Württemberg AG zwischen Aitrach und Dettingen mit einer Leistung von 47 MW. Schließlich befinden sich am Unterlauf drei Kraftwerke der mehrheitlich zur E.ON Wasserkraft GmbH gehörenden Unteren Iller AG am Illerkanal zwischen Altenstadt und Illertissen. Ein weiteres Wasserkraftwerk ist bei Bellenberg in Planung.
In folgender Liste werden unvollständig die Wasserkraftwerke an der Iller stromabwärts aufgeführt:
| Kraftwerk      | Name                               | Lage            | Fluss km | Bauart              | Stauziel ü. NN | Stau- höhe | Leistung | Betreiber | Bauzeit   |
| -------------- | ---------------------------------- | --------------- | -------- | ------------------- | -------------- | ---------- | -------- | --------- | --------- |
| Kraftwerk      | Wasserkraftwerk Felsenwehr         | Kempten         | 107      | Laufwasserkraftwerk | –              | 6,1 m      | 2,9 MW   | AÜW       | 1851      |
| Kraftwerk      | Wasserkraftwerk Keselstraße        | Kempten         | 104      | Laufwasserkraftwerk | –              | –          | 1,2 MW   | AÜW       | 1958/2010 |
| Kraftwerk      | Wasserkraftwerk Illerstraße        | Kempten         | 103      | Laufwasserkraftwerk | –              | 6,1 m      | 1,05 MW  | AÜW       | 1901      |
| Staustufe 4    | Illerstaustufe 4 – Altusried       | Altusried       | 84       | Laufwasserkraftwerk | 640,0 m        | 9,6 m      | 7,8 MW   | BEW       | 1961      |
| Staustufe 5    | Illerstaustufe 5 – Fluhmühle       | Altusried       | 78       | Laufwasserkraftwerk | 630,0 m        | 7,0 m      | 5,2 MW   | BEW       | 1944      |
| Staustufe 6    | Illerstaustufe 6 – Legau           | Legau           | 71       | Laufwasserkraftwerk | 622,0 m        | 8,2 m      | 6,2 MW   | BEW       | 1943      |
| Staustufe 7    | Illerstaustufe 7 – Maria Steinbach | Maria Steinbach | 65       | Laufwasserkraftwerk | 612,0 m        | 8,1 m      | 6,0 MW   | BEW       | 1937–1938 |
| Staustufe 8    | Illerstaustufe 8 – Lautrach        | Lautrach        | 59       | Laufwasserkraftwerk | 602,0 m        | 8,0 m      | 7,7 MW   | BEW       | 1948      |
| Kraftwerk      | Wasserkraftwerk Aitrach            | Aitrach         | 57       | Laufwasserkraftwerk | 593,8 m        | 9,45 m     | 9,0 MW   | EnBW      | 1950      |
| Kanalkraftwerk | Kanalkraftwerk Tannheim            | Tannheim        | 47       | Kanalkraftwerk      | 583,2 m        | 15,1 m     | 12,4 MW  | EnBW      | 1923      |
| Kanalkraftwerk | Kanalkraftwerk Unteropfingen       | Unteropfingen   | 41       | Kanalkraftwerk      | –              | 17,0 m     | 14,2 MW  | EnBW      | 1924      |
| Kanalkraftwerk | Kanalkraftwerk Dettingen           | Dettingen       | 35       | Kanalkraftwerk      | 547,9 m        | 14,1 m     | 11,0 MW  | EnBW      | 1927      |
| Kanalkraftwerk | Kanalkraftwerk Untereichen         | Altenstadt      | 28       | Kanalkraftwerk      | 532,1 m        | 14,5 m     | 10,0 MW  | UIAG      | 1930      |
| Kanalkraftwerk | Kanalkraftwerk Au                  | Au              | 21       | Kanalkraftwerk      | 516,8 m        | 14,4 m     | 10,0 MW  | UIAG      | 1930      |

### Städte und Dörfer an der Iller
Die folgenden Orte liegen an der Iller, in Klammern gegebenenfalls die Höhe des regulären Illerpegels/Stauziels über Normalnull:
| Landkreis Oberallgäu - Oberstdorf - (Ursprungshöhe im Norden: ca. 783 m) - Fischen im Allgäu - (ca. 755 m) - (l) Ofterschwang ü - Sonthofen - (Ortwanger See an der nördlichen Ortsgrenze: 724,6 m) - (l) Burgberg im Allgäu - (r) Blaichach - Immenstadt im Allgäu - (Rauhenzeller See: 713,9 m) - (r) Rettenberg ü Kempter Illertal: - Waltenhofen - (r) Sulzberg e - (r) Durach e - Kempten (Allgäu), kreisfrei - (Eich im Süden: 675 m) - (r) Lauben | Illerbeurer Illertal: - (r) Dietmannsried - (l) Altusried - Ortsteil Krugzell bereits gegenüber Dietmannsried - (Wasserai nordöstlich des Ortes: 640 m / 630 m) Landkreis Unterallgäu, Bayern - (l) Legau - (Fluhmühle: 630 m / 622 m) - (Legau: 622 m / 613 m) - (r) Bad Grönenbach ü - (r) Kronburg e - (Wehr bei Wagsberg: 612 m / 603,6 m) - Illerbeuren gegenüber Lautrach - (l) Lautrach - (Illerstau Lautrach, unterhalb des Ortes: 602 m / 594,7 m) | Landesgrenze (l) Baden-Württemberg / (r) Bayern Oberes Illergrieß: - (l) Aitrach, RV - (Ferthofen unmittelbar oberhalb: 593,8 m; Schwal bei Mooshausen: 584 m / 577,5 m) - (r) Memmingen kreisfrei; Kernort durch Buxheim von der Iller getrennt - (r) Buxheim, MN - (Wehr westlich des Schlossbergs: 572,9 m / 571,9 m) - (Kläranlage: 568,5 m) - (l) Tannheim, BC, gegenüber Buxheim - (r) Heimertingen, MN - (l) Kirchdorf an der Iller, BC - (r) Fellheim, MN - (r) Pleß, MN - (l) Dettingen an der Iller, BC - (r) Kellmünz an der Iller, NU | - (l) Kirchberg an der Iller, BC - Altenstadt, NU - (Wehr zwischen dem südlichen Ortsteil Filzingen und Kirchberg, an der Abzweigung des Illerkanals: 532,7 m / 526,7 m) - (l) Balzheim, UL - (l) Dietenheim, UL - (r) Illertissen, NU - (auf Ortshöhe, jedoch nominell in der unbesiedelten Gemeinde Auwald: 516,8 m) - (r) Bellenberg, NU Unteres Illergrieß: - (l) Illerrieden, UL - (r) Vöhringen, NU, gegenüber Illerrieden - (bei Illerzell knapp unterhalb: 487 m) - (r) Senden, NU - (knapp unterhalb des Kernortes: 480 m) - (l) Illerkirchberg, UL, gegenüber Senden - (r) Neu-Ulm. NU - (l) Ulm, kreisfrei - (Mündung: 468,3 m) |

## Begradigung und Sanierung
Nach ständig wiederkehrenden Schäden am Ufer und Kosten für dessen Sicherung wurde im Jahr 1859 von den Königreichen Bayern und Württemberg eine „Korrektur“ der Iller beschlossen, diese Illerbegradigung wurde 1893 vollendet. Der Flusslauf von Memmingen bis Ulm wurde hierbei mittels etlicher Schlingendurchstiche von 67,15 auf 56,6 Kilometer verkürzt, das Gefälle erhöhte sich von 1,77 ‰ auf 2,15 ‰. Hiernach grub sich die Iller stärker ein, in Höhe Regglisweiler etwa seit 1926 um dreieinhalb Meter. Der Grundwasserspiegel sank dadurch und die Illerauen fielen trocken. Deshalb und um dem Fluss wieder ein natürliches Aussehen zu geben, wurde im Jahre 1996 damit begonnen, in ihm Schwellen und Rampen einzubauen sowie seine Ufer zurückzusetzen.
Im Rahmen des gemeinsam vom Land Baden-Württemberg und vom Freistaat Bayern getragenen Projekts agile Iller soll die untere Iller wieder einen guten ökologischen Zustand erreichen. Die Strömungsvielfalt im vorhandenen Flussbett soll verbessert werden. Es sollen Seitenarme hergestellt werden, um einen natürlichen, verzweigten Gewässerverlauf anzunähern. Zur Reaktivierung der Auen sollen Dämme zurückverlegt und bei Hochwasser Wasser ausgeleitet werden. Ein Schwerpunkt des Projekts liegt auf der Herstellung der Durchgängigkeit der Iller, die derzeit von Querbauwerken eingeschränkt wird. Insgesamt sind 59 Einzelmaßnahmen geplant. Zur Durchführung der Maßnahme ist ein Grunderwerb notwendig, da die Länder Bayern und Baden-Württemberg kaum Flächen entlang der Iller besitzen.

## Tourismus und Sport
- Die 1966 eingerichtete Oberschwäbische Barockstraße führt bei Tannheim und beim Kloster Buxheim ins Illertal.
- Fast immer entlang des Flusses verläuft der Iller-Radweg, welcher zwischen Ulm und Oberstdorf in beide Richtungen ausgeschildert ist.
- Rafting als Sportart auf dem Fluss wird vor allem im gebirgigen Oberlauf angeboten.
- Im Mündungsbereich der Iller verläuft der Hauptwanderweg 4, der Main-Donau-Bodensee-Weg des Schwäbischen Albvereins.
- Der Europäische Fernwanderweg E5 begleitet den Fluss im Bereich des Oberen Illertales.
- Der Oberschwäbische Pilgerweg macht mit den spirituellen Orten links der Iller bekannt. Die Schleife 5 des 2008 eingerichteten Weges führt den Pilger in die Region zwischen Riss und Iller ein.
- Einmal im Jahr findet in Immenstadt der Iller-Marathon statt.

## Sonstiges
Die Iller ist der erste Nebenfluss der Donau, der für die Flößerei von Bedeutung war, siehe Hauptartikel Flößerei auf der Iller. Ende des 19. Jahrhunderts wurde der Flussabschnitt der Iller nördlich ab Memmingen, wo sie in breitem Bett fließt, vertieft und damit schiffbar gemacht.
Vor dem Bau des Illerkanals 1917 war das Gewässer ein ungebändigter und unberechenbarer Gebirgsfluss. So kam es nach schweren Gewittern und zweitägigen starken Regenfällen am 13. und 14. Juni 1910 im gesamten oberen Bereich der Iller zu mehreren Überschwemmungen. Am 14. Juni 1910 rissen die Fluten die Illerbrücke bei Egelsee in der Nähe von Memmingen mit sich. Auch Teile des Dammes zwischen Illertissen und Dietenheim barsten. Am Freitag, dem 16. Juni 1910, gegen 23 Uhr brachten die Wassermassen die mächtige Holzbrücke zwischen den beiden Ortschaften zum Einsturz. Darauf wurden Soldaten des Königlich Württembergischen Pionier-Bataillons Nr. 13 aus Ulm zu Hilfe gerufen.
Beim Iller-Unglück im Jahr 1957 ertranken bei einer Übung 15 wehrpflichtige Soldaten der Bundeswehr in der Iller, als ein Unteroffizier der 2. Kompanie des Luftlandejägerbataillons 19 aus der Prinz-Franz-Kaserne in Kempten seinen Untergebenen befahl, ungesichert den Fluss zu durchqueren.
An der Fischener Eisenbahnbrücke der Strecke Immenstadt–Oberstdorf über die Obere Iller kam es am Mittelpfeiler bei Hochwasser wiederholt zu Verklausungen, die zu Überschwemmungen führten. Dieses Problem sollte durch eine neue pfeilerlose Brücke gelöst werden, deren Bau im Herbst 2011 durchgeführt wurde.
Die Iller wird in Kempten von drei historischen Brücken überquert: der König-Ludwig-Brücke, der einzigen erhaltenen Brücke in Fachwerkbauweise nach Howe in Deutschland, sowie den Oberen Illerbrücken, den größten Stampfbetonbrücken der Welt. Alle drei Brücken überqueren die tiefe Schlucht im Süden von Kempten, dienten zumindest zeitweise dem Bahnverkehr und liegen eng beieinander.

## Merkspruch
Das Merksprüchlein für die bayerischen Zuflüsse der Donau beginnt mit der Iller:
„Iller, Lech, Isar, Inn

fließen rechts zur Donau hin.

Wörnitz, Altmühl, Naab und Regen

kommen ihr von links entgegen.“

## Bilder

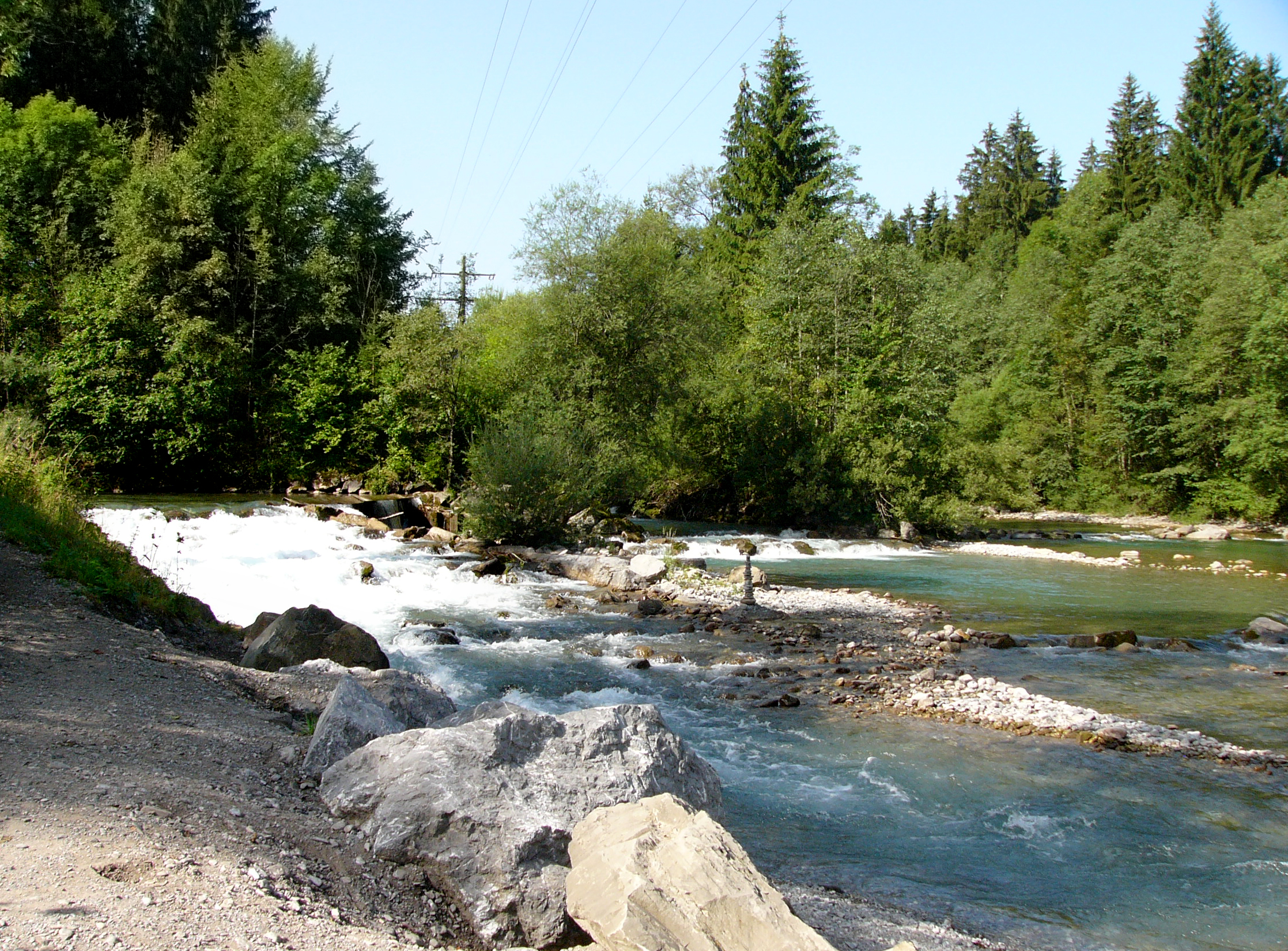
Illerursprung
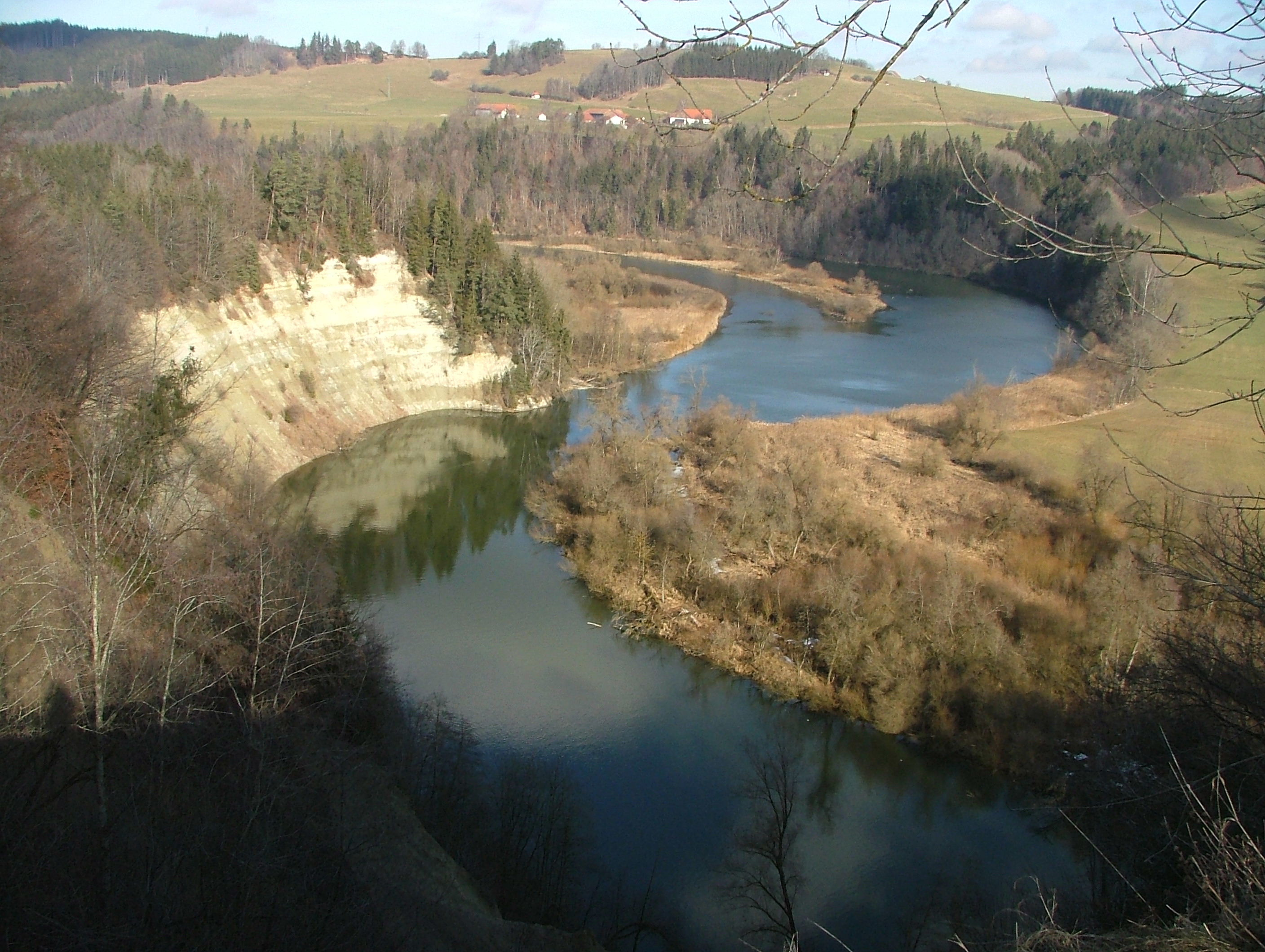
Illerdurchbruch bei Kalden
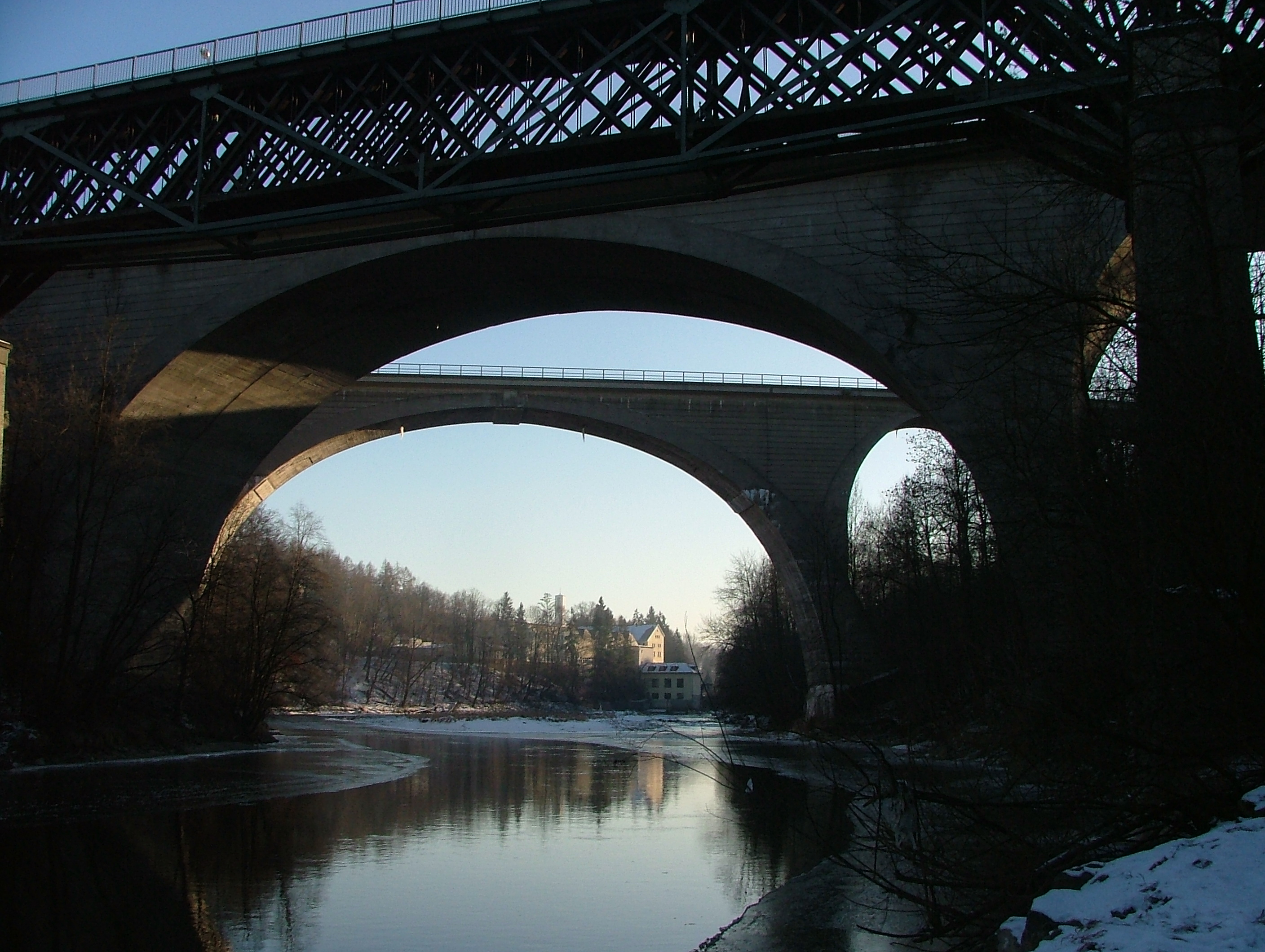
Obere Illerbrücken, Kempten
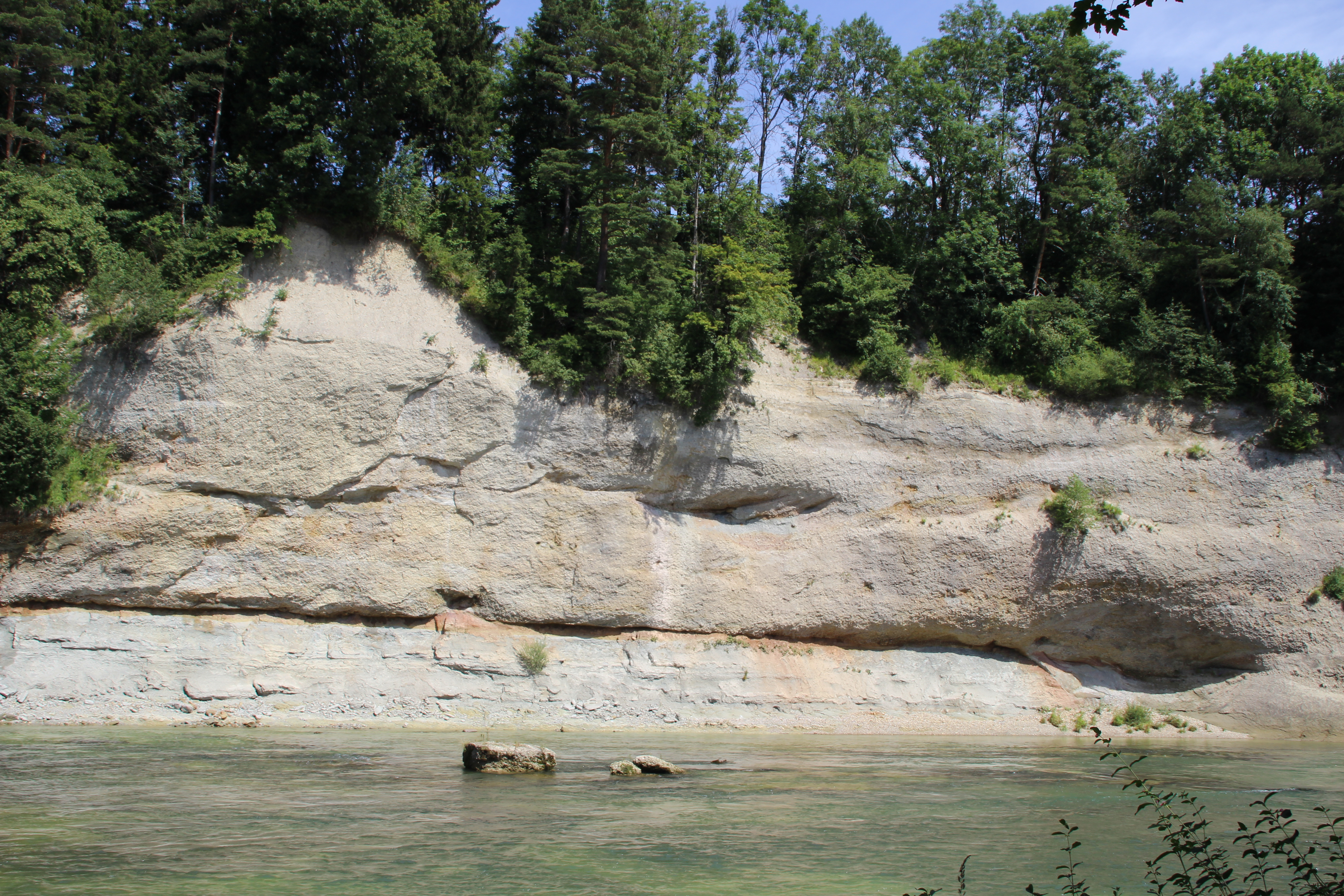
Prallhänge nördlich von Kempten
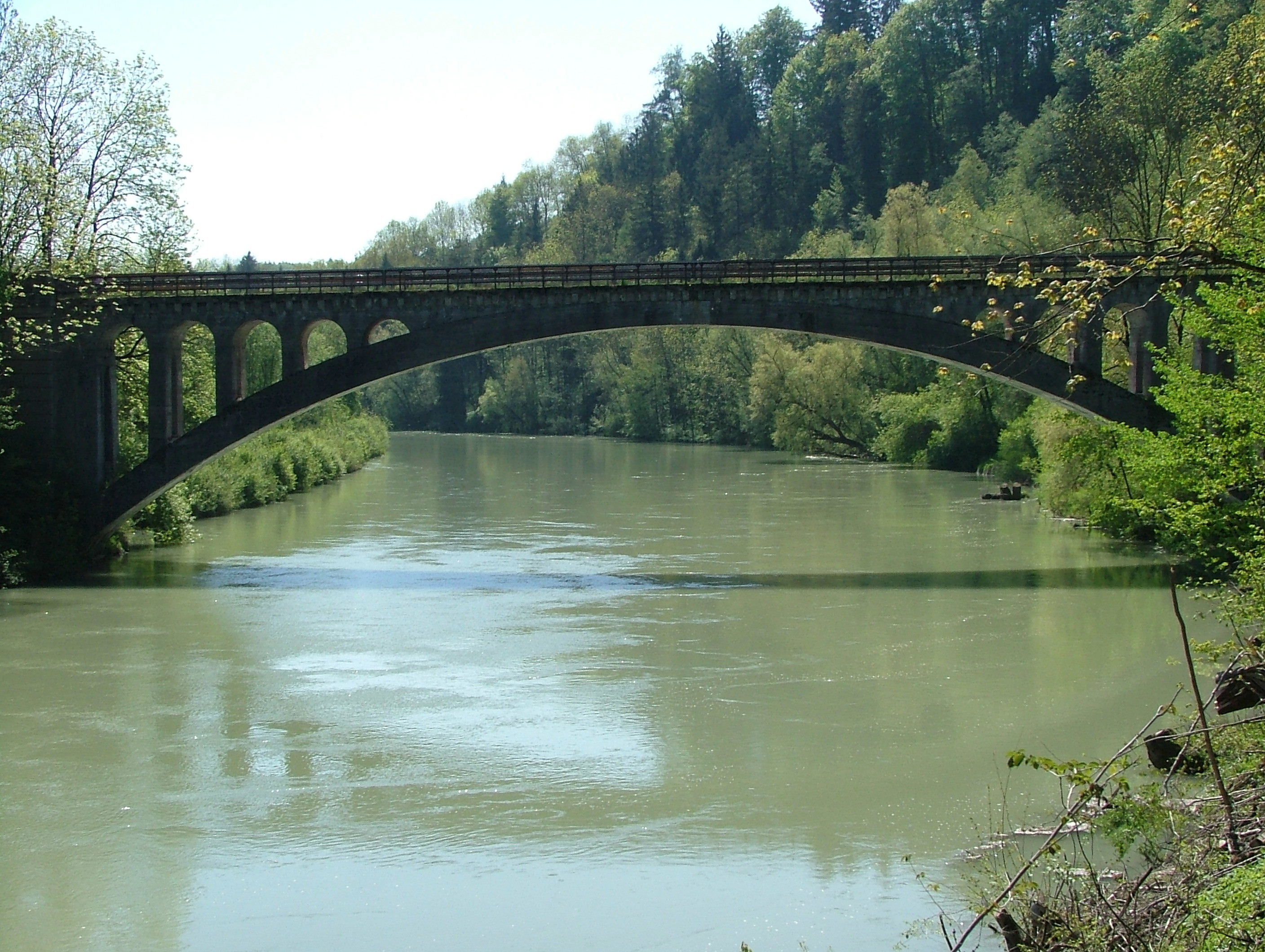
Eisenbahnbrücke der stillgelegten Bahnstrecke Memmingen–Legau bei Illerbeuren
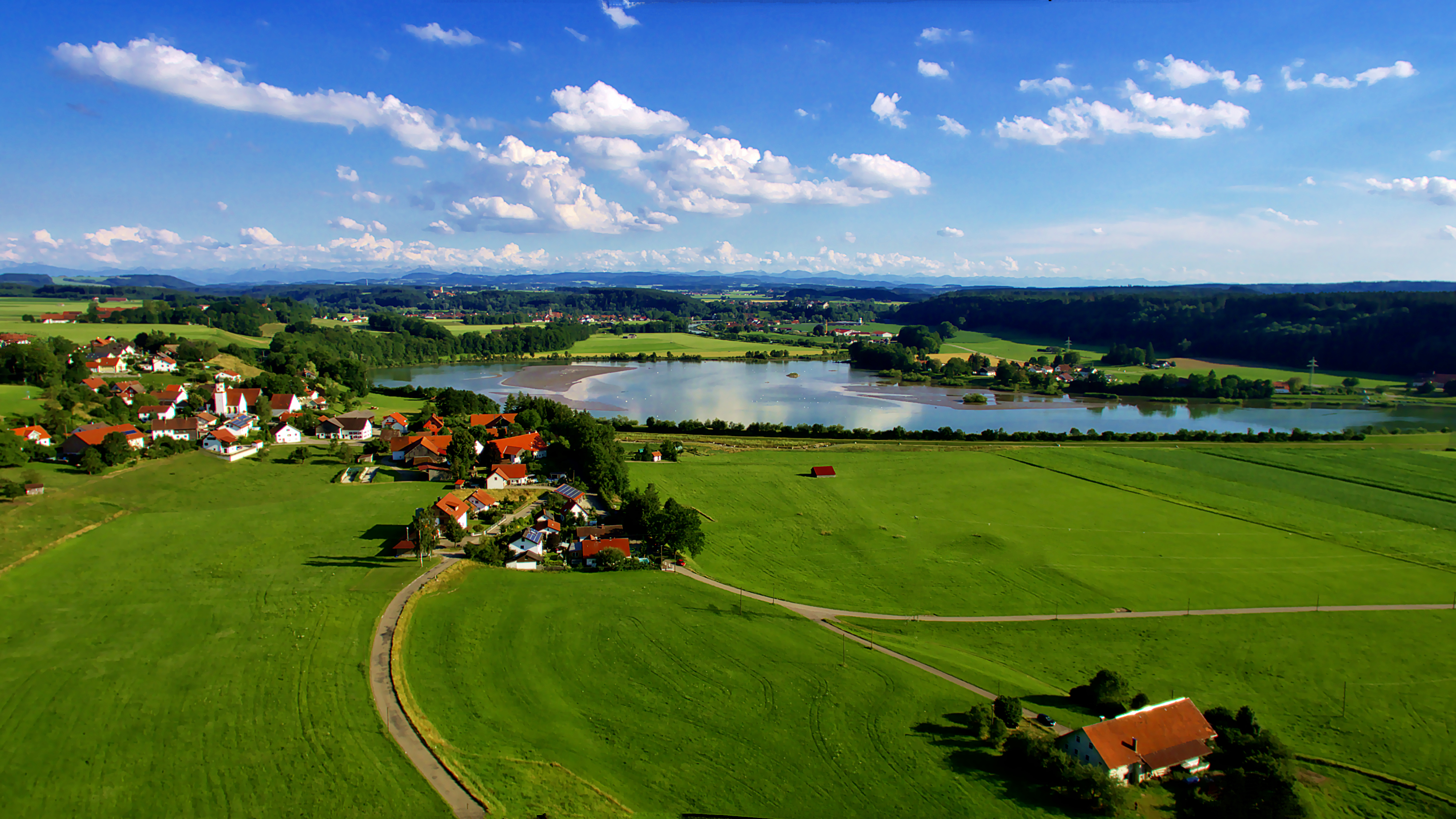
Kardorfer Stausee
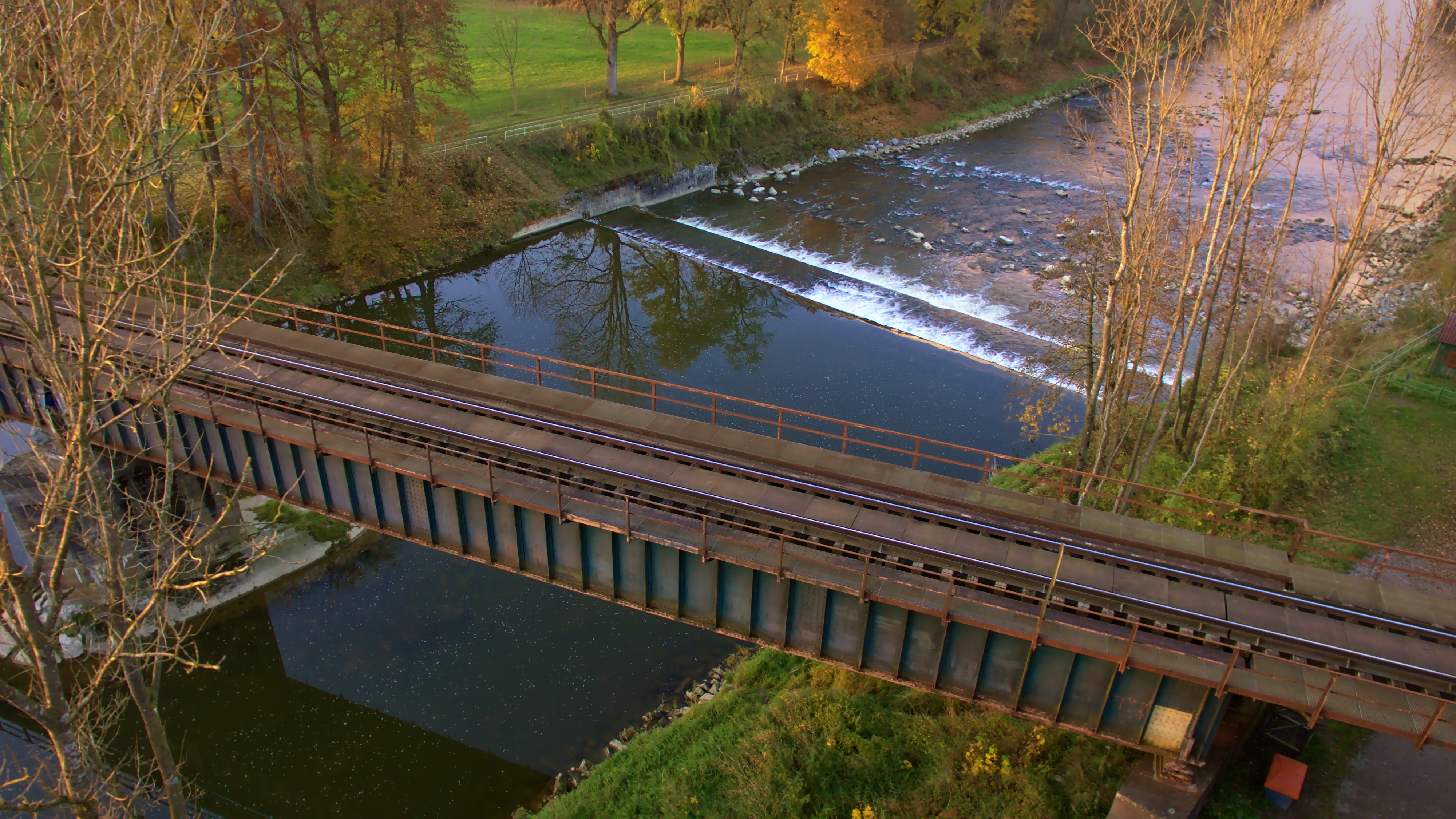
Eisenbahnbrücke der Bahnstrecke Memmingen-Leutkirch über die kanalisierte, nur Restwasser führende Iller
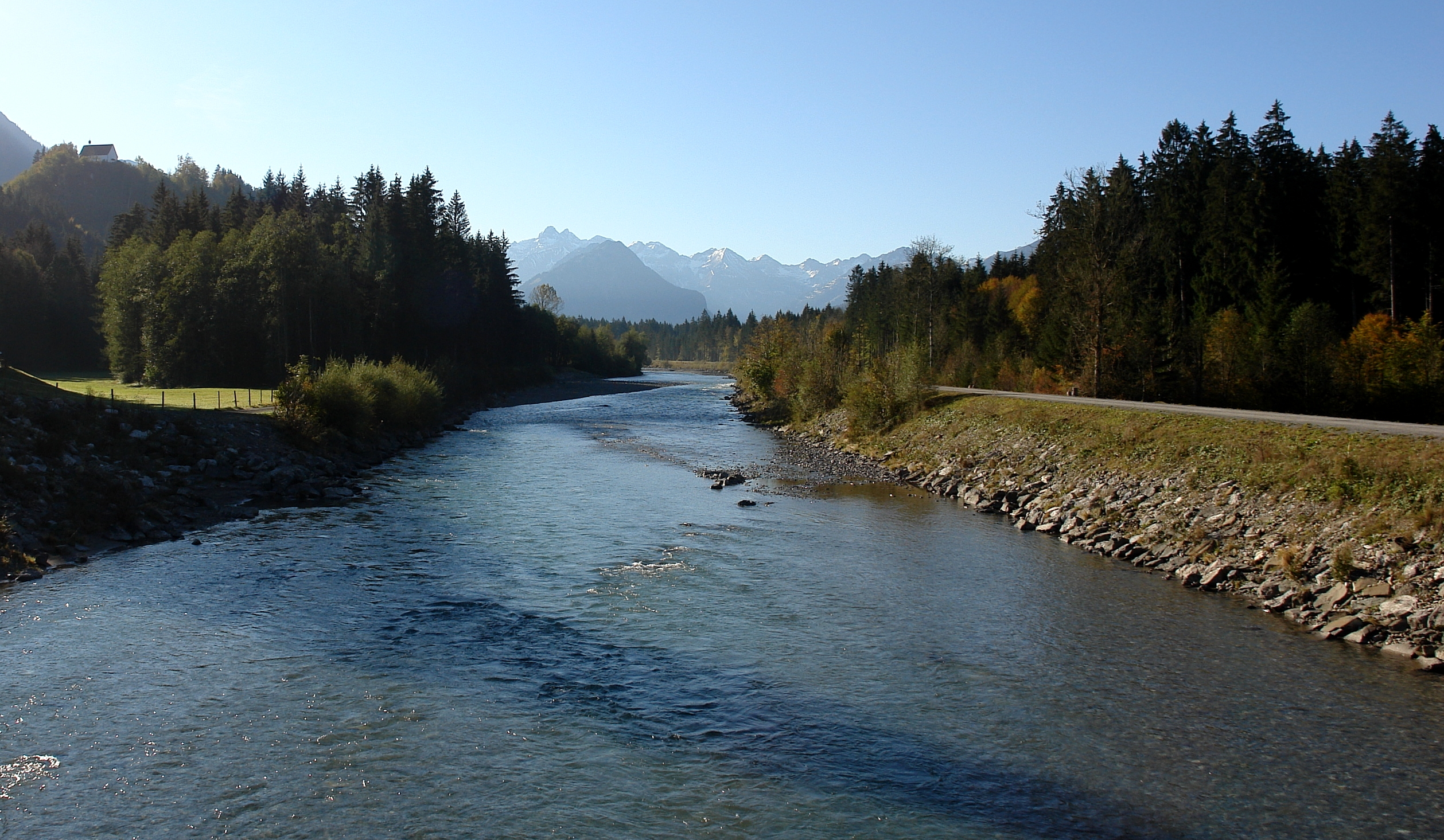
Oberes Illertal nach Norden etwa bei Flusskilometer 15, links oben die Burgkirche Schöllang
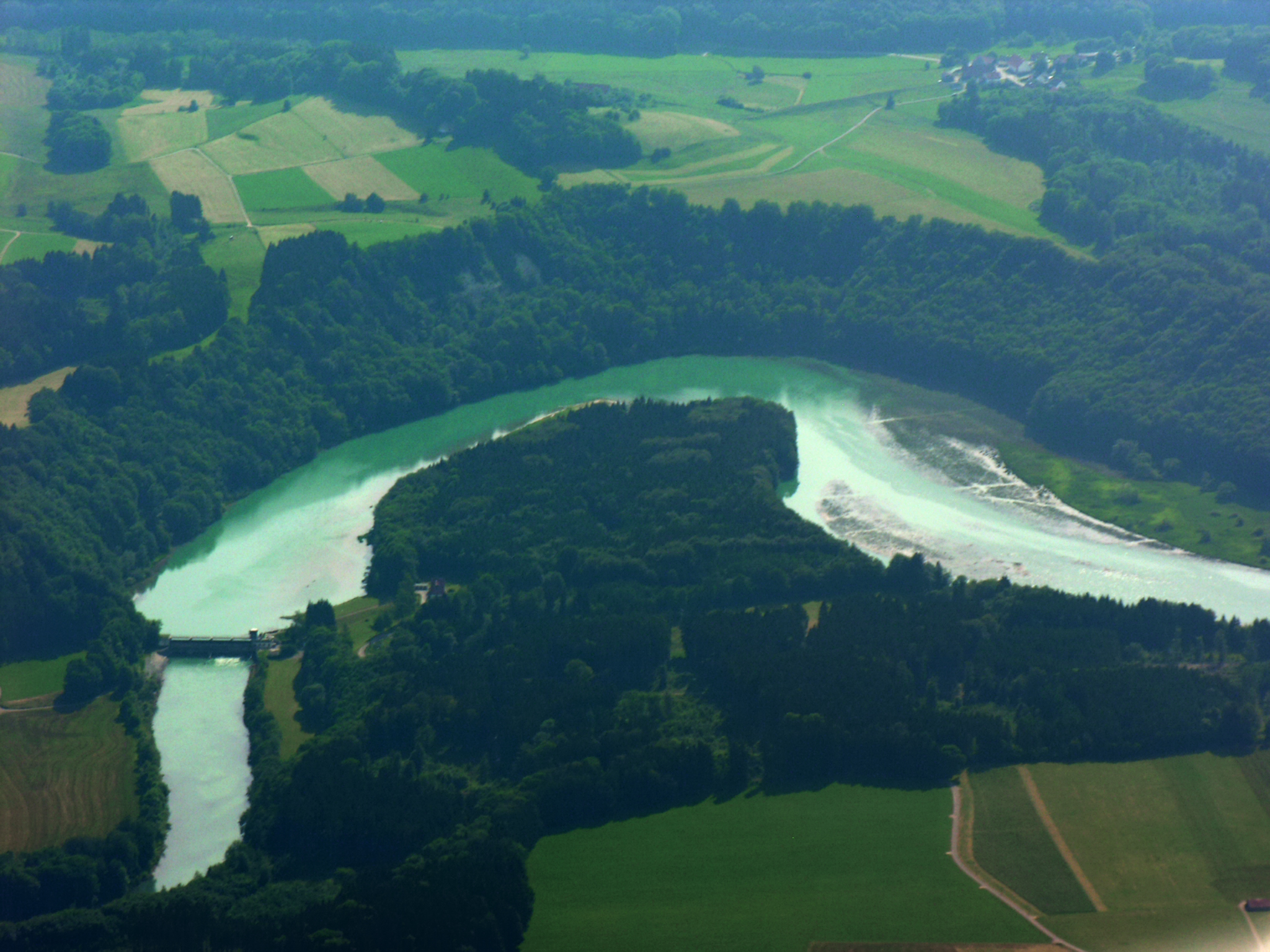
Kraftwerk an der Iller
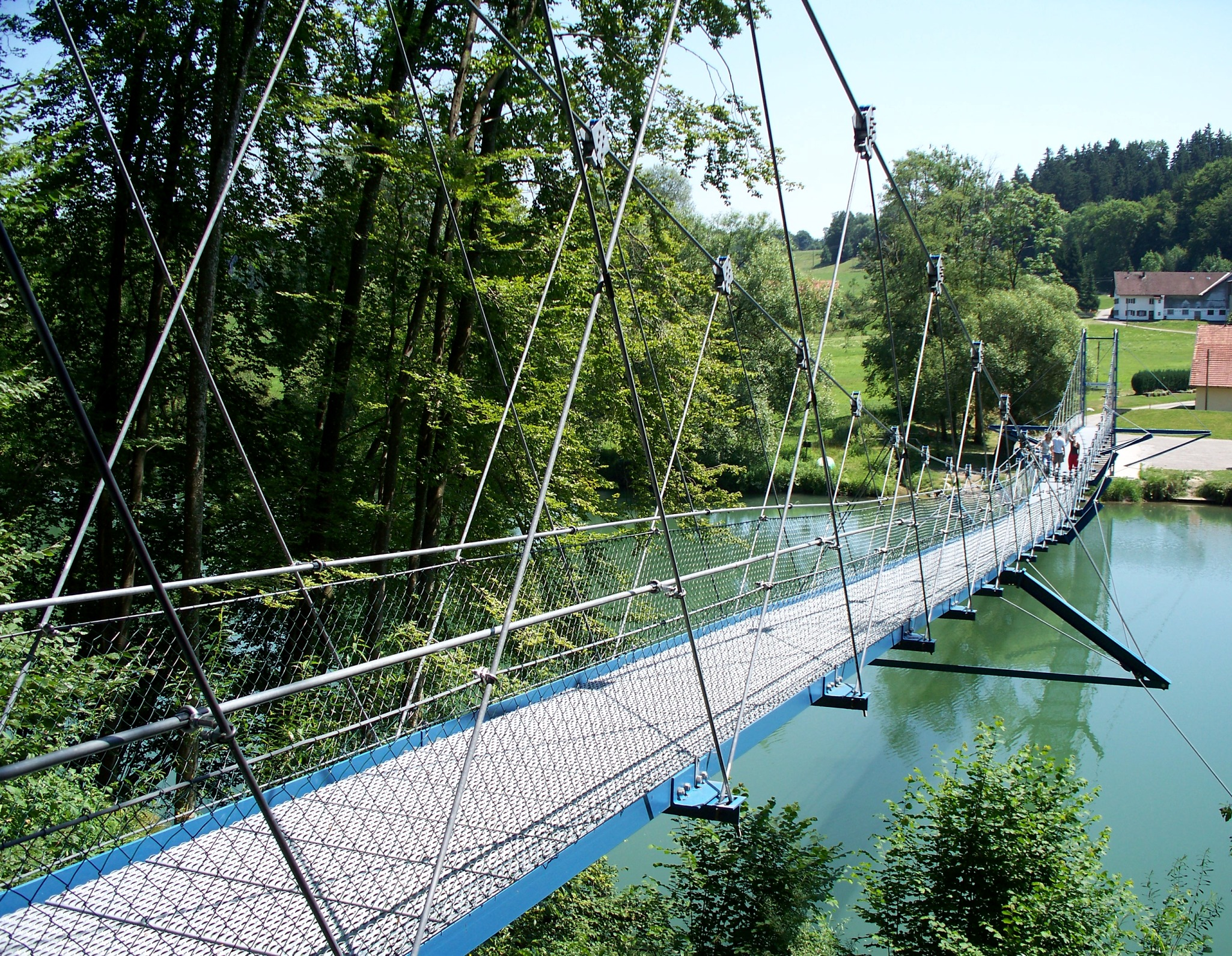
Die 2007 errichtete sogenannte Bürgerbrücke bei Altusried